# Гран Торино
„Гран Торино“ (на английски: Gran Torino) е американски игрален филм от 2008 г., режисиран, продуциран и с участието на Клинт Истууд. Актьорският състав включва също Бий Ванг и Ахни Хър. Във филма вземат участие и голям брой актьори от хмонгски произход, както и един от по-младите синове на Истууд, Скот Истууд. Най-възрастният син на Истууд, Кайл Истууд, създава музиката към филма. Северноамериканската премиера на Гран Торино е на 12 декември 2008 г., а по-късно следва и световна на 9 януари 2009 г. Действието се развива в Детройт, Мичиган, като това е първата холивудска продукция, засягаща темата за американците от хмонгски произход.

## Сюжет
Сюжетът проследява историята на Уолт Ковалски, овдовял ветеран от войната в Корея, отчужден от семейството си и ядосан на целия свят. Младият му съсед, Тао Ванг Лор, е подтикнат от братовчед си да открадне ценния Форд Гран Торино, собственост на Уолт, като условие за влизане в бандата му. Уолт предотвратява кражбата, а впоследствие завързва връзка с момчето и семейството му.

## Успехи
Гран Торино е високо оценен от критиците, като същевременно постига и голям търговски успех с печалба от близо $ 270 млн. $ в световен мащаб, което го прави най-доходоносния филм на Истууд.